# Distanziamento (linguistica)
In linguistica, il distanziamento (o spiazzamento) è la capacità del linguaggio di comunicare su cose che non sono immediatamente presenti (spazialmente o temporalmente); cioè, cose che non sono qui o non sono qui ora.
Nel 1960, Charles F. Hockett propose lo spiazzamento come una delle 13 caratteristiche concettuali del linguaggio che distinguono il linguaggio umano dai sistemi di comunicazione animale (SCA):

## Nei sistemi di comunicazione animale
Le api da miele usano la loro danza per comunicare la posizione di una macchia di fiori adatta all'approvvigionamento di cibo. Il grado di spiazzamento in questo esempio rimane limitato rispetto al linguaggio umano. Un'ape può solo comunicare la posizione della più recente fonte di cibo che ha visitato. Non può comunicare un'idea su una fonte di cibo in un punto specifico del passato, né può speculare sulle fonti di cibo in futuro. Inoltre, lo spiazzamento nella danza delle api è limitato dalla mancanza di creatività e produttività del linguaggio. Le api possono esprimere direzione e distanza, ma è stato sperimentalmente determinato che manca un segno per "sopra". È anche dubbio che le api possano comunicare su del nettare inesistente a scopo di inganno. Di conseguenza, nella comunicazione delle api, il potenziale di spiazzamento è limitato, ma c'è nella misura in cui esse hanno la capacità di comunicare su qualcosa che non è attualmente presente (cioè qualcosa che è spazialmente lontano).
Si è osservato che le formiche mandano esploratori a pattugliare in cerca di provviste e tornano indietro per altri operai se il cibo trovato è troppo grande per essere portato al nido dal cercatore da solo, ad esempio un bruco morto troppo pesante. Questo di nuovo comporterebbe lo spiazzamento comunicando al di fuori del qui e ora. Il reclutamento è stato osservato anche per la formica tessitrice africana (Oecophylla longinoda) allo scopo di comunicare nuove fonti di cibo, emigrare verso nuovi siti e difendersi dagli intrusi. I ricercatori hanno descritto non meno di cinque sistemi distinti per compiere queste funzioni in questa specie. Le formiche comunicano usando un sistema composto da segnali olfattivi o di profumo provenienti da diverse ghiandole insieme a movimenti del corpo. Gli animali useranno le antenne, gli spasmi del corpo e/o l'apertura della bocca, e combineranno questi segnali con l'applicazione delle tracce di profumo o il rilascio di profumo per trasmettere informazioni riguardanti risorse o intrusi.
Si è osservato che i corvi (Corvus corax) reclutano altri corvi per grandi siti di alimentazione, come la carcassa di un animale. Tuttavia, a prima vista, la loro motivazione per il reclutamento è meno ovvia e le specifiche del loro sistema di comunicazione sono più sfuggenti. Eppure, è stato documentato che i corvi devono avere un tale sistema, poiché i loro schemi di raduno nei siti indicano chiaramente che devono essere stati informati della presenza della risorsa. Si ritiene che i corvi non accoppiati chiamino un gruppo di altri uccelli non accoppiati per essere in grado di nutrirsi e non essere cacciati via da coppie territoriali accoppiate di corvi stanziali.

## Importanza nell'evoluzione del linguaggio
Si è sospettato che la necessità di trasmettere informazioni usando lo spiazzamento sia stata la pressione evolutiva che ha portato allo sviluppo del linguaggio negli esseri umani, come delineato da Derek Bickerton in Adam's Tongue. La pressione di tale bisogno è presente nelle specie con una strategia di approvvigionamento che presenta la sfida di dirigere i membri del suo gruppo verso una fonte di cibo troppo grande per essere utilizzata singolarmente o in piccole quantità, richiedendo il reclutamento di assistenti.
(Bickerton, p. 217)
L'esigenza ambientale unica di selezionare un sistema di comunicazione capace di spiazzamento negli esseri umani o nei nostri diretti antenati non è identificata, ma le ipotesi includono la teoria di Bickerton sui piccoli gruppi che trovano grandi carcasse erbivore e che necessitano l'assistenza di altri piccoli gruppi di umani per difendersi da altri pericolosi spazzini (grandi felini, iene) in competizione per la stessa fonte di cibo. Lo sviluppo del linguaggio certamente non si fermò qui - poiché altrimenti le api o le formiche avrebbero sistemi di comunicazione paragonabili ai nostri - ma è qui che probabilmente iniziò, dando ai nostri antenati la possibilità di fare comunicazione al di fuori del qui e ora.